# Parafia Wszystkich Świętych w Bełdowie
Parafia Wszystkich Świętych w Bełdowie – parafia rzymskokatolicka w dekanacie aleksandrowskim archidiecezji łódzkiej.
Erygowana w 1526 przez abpa gnieźnieńskiego Jana Łaskiego.
Przy parafii swoją działalność prowadzi Katolickie Stowarzyszenie Młodzieży.